# 唐勝宗
唐 勝宗（とう しょうそう、? - 1390年）は、元末明初の武人。本貫は濠州。

## 生涯
朱元璋が起兵すると、勝宗は18歳で彼に帰順した。至正15年（1355年）、朱元璋に従って長江を渡り、功績を重ねて中翼元帥となった。至正17年（1357年）、徐達に従って常州を攻め落とし、進軍して寧国を包囲した。要地を抑えて奮戦し、寧国への援兵を破った。至正18年（1358年）、婺州攻略に参戦して、これを陥落させた。
至正20年（1360年）、池州攻略に参戦して奮戦し、陳友諒の兵を破り、龍驤衛指揮僉事に抜擢された。至正21年（1361年）、陳友諒に対する作戦に従って、安慶に到達したが、敵軍が城を固く防備していた。勝宗は陸上から攻めるものと敵に誤認させたうえで、その不意を突いて、その水寨を攻め落とした。南昌攻略に従い、江西の諸州を平定した。至正23年（1363年）、安豊を救援し、廬州を攻め、鄱陽湖の戦いに参戦し、涇江口で陳友諒を迎撃し、いずれも功績があった。驃騎衛指揮同知に抜擢された。武昌平定に参戦し、長沙・沅陵・澧陽を攻略してまわった。1364年（至正24年）、徐達に従って江陵を奪取し、南京に凱旋すると淮東の平定にあたった。地下道を掘って城壁を超え、安豊を攻め落とし、元の将の忻都を追い捕らえた。安豊衛指揮使となって安豊を守った。
洪武元年（1368年）、勝宗は徐達に従って中原攻略の作戦に従い、汴梁・帰徳・許州を攻略した。洪武2年（1369年）、延安を攻め落とし、都督府同知に進んだ。洪武3年（1370年）冬、延安侯に封じられ、世券を与えられた。勝手に駅騎を走らせた罪に問われて、爵位を剥奪され、指揮使に降格された。代県の反乱者を捕らえ、長らくを経て爵位を戻された。
洪武14年（1381年）、温州の葉丁香らが反乱を起こすと、勝宗は兵を率いてこれを討ち、反乱の首領とその仲間3000人あまりを捕らえた。兵を分かって安福の反乱を鎮圧し、臨安にいたって、元の右丞の兀卜台らを降した。洪武15年（1382年）、陝西を巡視し、屯田を監督し、軍士を選抜した。翌年、遼東に駐屯し、高麗との通交を禁止する命令を洪武帝から受けた。高麗の使者がやってきて賄賂を贈ろうとすると、勝宗はこのことを上表して報告した。洪武20年（1387年）、藍玉の副将として北伐し、ゴビ砂漠に進攻した。洪武23年（1390年）、軍を率いて貴州の少数民族の反乱を鎮圧した。黄平・平越・鎮遠・貴州の各所で軍士を訓練した。同年、胡惟庸と共謀して反乱を計画したとされて処刑され、爵位を剥奪された。